# Casticismo

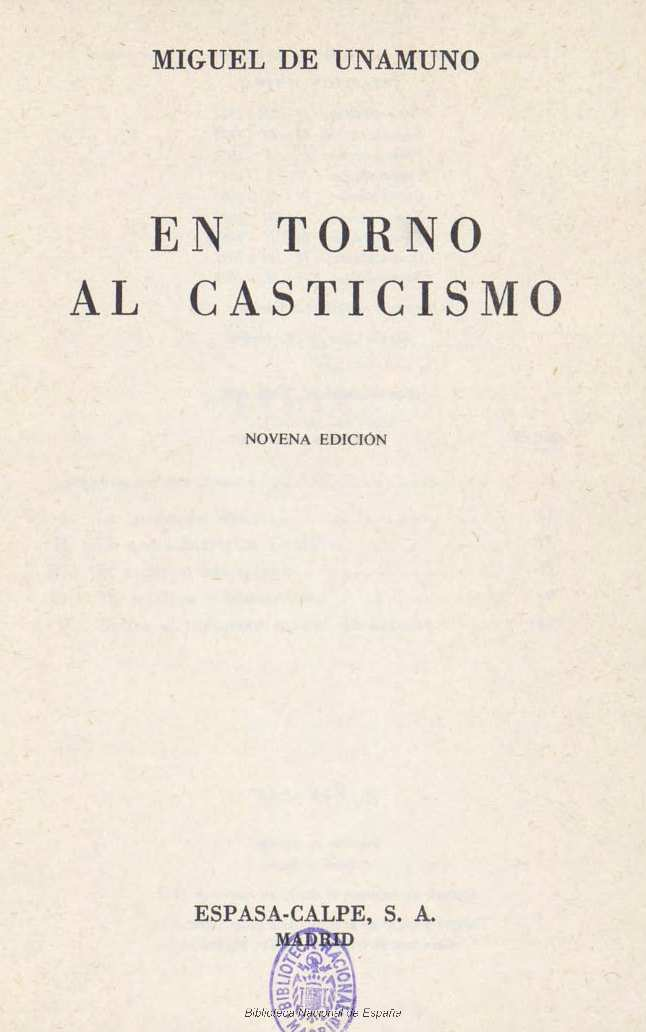
Edición de 1979 de En torno al casticismo.

El Casticismo es una postura literaria, cultural e ideológica, manifestada en España desde el siglo XVIII en oposición a la afrancesada o ilustrada, y que desde entonces se relaciona con el pensamiento reaccionario. Es una reivindicación defensiva de lo castizo, o sea, de las expresiones de todo tipo (culturales, religiosas, vitales, moda, actitudes, habla, o incluso de la organización política y social), que se perciban por el casticista como propias de su casta, sino más bien como el carácter nacional español, la buena casta, incluso en términos reproductivos vagamente machistas, que formaron parte del nacionalismo español, sobre todo en sus expresiones más populares y en las expresiones de orgullo patriótico habituales durante el franquismo.

## Otros usos
La denominación castizo se aplicó, en las sociedades estratificadas racialmente de la América española, a una particular combinación: De mestizo y español.
También se recoge su uso como sinónimo del castellano antiguo del siglo XV del que deriva la lengua sefardí o lengua judeoespañola castiza.

## El casticismo literario e ideológico
Asociado al costumbrismo literario representado por autores del final del siglo XVIII, como Ramón de la Cruz, precursor del casticismo madrileño desde el contexto del «arte nuevo de hacer comedias» expresado en forma de sainete o entremés, y definido ya por teóricos del “costumbrismo”, como Ramón de Mesonero Romanos. Al margen del análisis histórico academicista, ese casticismo de raíz étnica se ha llegado a relacionar con acontecimientos como la revuelta conocida como “motín de Esquilache” y desencadenada por el «orgullo popular», como oposición al bando de control y recorte de capas y sombreros, considerado una ofensa a la vestimenta castiza española y más específicamente, madrileña; aunque es más factible que la causa material del descontento fuese la subida de los precios de los alimentos de primera necesidad, y la amenaza de hambruna entre las capas populares, y que se atribuyó a las medidas de reforma económica promovidas por el ministro italiano, marqués de Esquilache. 
También es remarcable, como gesto de casta o quizá de moda, que en el siglo xviii, gran parte de la aristocracia española, al contrario que la elitista nobleza francesa y quizá como oposición nacionalista a ella, se complacía en exhibirse «cercana al pueblo», aunque sólo fuera en lo relativo a su vestimenta y diversiones, como el folclore o la tauromaquia (que en ese siglo desarrolló el triunfo del toreo a pie, más popular por razones evidentes, frente al aristocrático toreo a caballo), mientras que la opinión de los ilustrados era contraria a las corridas.
El estereotipo romántico de España como un país atávico que conservaba sus costumbres y tradiciones en mayor medida que los más avanzados de Europa, fue extendido por viajeros extranjeros (Washington Irving, Prosper Mérimée, Alexandre Dumas) y pasó a convertirse en un tópico. Un fenómeno que empobrecido y degenerado, continuaría explotándose por el desarrollismo franquista en la década de 1960 con el eslogan «Spain is different».
El regeneracionismo, la generación de 1898 y las posteriores (generación de 1914, generación de 1927, sobre todo los menos puros, como Federico García Lorca) repensaron desde posiciones diferentes la relación con lo castizo (que valoraban) y con el casticismo (que denigraban). Por ejemplo, En torno al casticismo es el título de uno de los ensayos más importantes de Miguel de Unamuno; y Cervantes y los casticismos españoles, uno de los de Américo Castro. Ortega y Gasset, haciendo un elogio de Azorín, establecía que

escritor casticista significa en mi léxico una forma del deshonor literario, quiero decir, una de las muchas maneras, de las infinitas maneras entre que un poeta puede elegir para no serlo.

No creo que en parte alguna se haya hecho, como en España, pesar sobre la inspiración artística el imperativo del casticismo. Yo no sé qué excesiva solicitud por mantener intacta la espiritualidad nacional ha suscitado en todas las épocas de nuestra historia literaria unos Viriatos críticos, medio almogávares, medio mandarines, los cuales amontonaban obras sobre obras en torno a la conciencia española, no tanto para que fueran leídas cuando para formar con ellas una alta muralla al estilo de la existente en China. Es más que sospechosa esta obsesión de que vamos a perder nuestra peculiaridad. En la mujer histérica suele convertirse el afán mismo de perder la inocencia en una excesiva suspicacia e injustificada precaución.
Un yo poderoso no pierde tiempo en temores de ser absorbido por otro; antes al contrario, está seguro de ser él el absorbente. Dotado de fuerte apetito, acude dondequiera se halla alguna materia asimilable. De este modo aumenta sin cesar, se transforma y enriquece. Un profundo conocedor de Grecia llegaba recientemente a señalar como resorte de aquella cultura (la más original, la más intensa, la más personal hasta ahora sida), su enorme capacidad de asimilación. Y añade que Grecia sólo fue original, intensa y personal mientras tuvo sensibilidad para lo extranjero. (...) La ininterrumpida tradición del imperativo casticista revela justamente que en el fondo de la conciencia española previvían inquietud y descontento respecto a sí misma.
Tanto preocuparse de la propia personalidad equivale a reconocer que ésta no es suficiente, que no se basta a sí misma, cuando menos que necesita tutela. Pero el casticismo es el gesto fanfarrón que la debilidad hace para no ser conocida. (...)Resulta que a otras razas, para tener su personalidad, bastábales con tenerla. Nuestra personalidad, en cambio, parece que no consiste en ser tenida, sino en ser demostrada. (...) Miremos que el verdadero patriotismo nos exige acabar con ese ridículo espectáculo de un pueblo que dedica su existencia a demostrar científicamente que existe. ¡Provincianismo! ¡Aldeanismo!

Lo castizo, precisamente porque significa lo espontáneo, la profunda e inapreciable sustancia de una raza, no puede convertirse en una norma. Las normas son siempre abstracciones, rígidas fórmulas provisionales que no pueden aspirar a incluir las ilimitadas posibilidades del ser. ¡Por amor a la España de hoy y de mañana no se nos quiera reducir a la España de un siglo o de dos siglos que pasaron! La psicología de una raza ha de entenderse como una fluencia dinámica, siempre variable, jamás conclusa. (...) Creer que depende de nuestra voluntad ser o no castizos, es conceder demasiado poco al determinismo de la raza. Queramos o no, somos españoles, y huelga, por tanto, que encima de esto se nos impere que debemos serlo.